# SC Rot-Weiß Oberhausen-Rhld. 1904 1996-1997
Questa voce raccoglie le informazioni riguardanti il SC Rot-Weiß Oberhausen-Rhld. 1904 nelle competizioni ufficiali della stagione 1996-1997.

## Stagione
Nella stagione 1996-1997 il Rot Weiss Oberhausen, allenato da Franz-Josef Kneuper, concluse il campionato di Regionalliga ovest-sudovest al 2º posto. In Coppa di Germania il Rot Weiss Oberhausen fu eliminato al primo turno dal St. Pauli.

## Rosa
| N. |                     | Ruolo | Calciatore     |
| -- | ------------------- | ----- | -------------- |
| 1  | Germania (bandiera) | P     | Oliver Adler   |
| 3  | Germania (bandiera) | D     | Björn Arens    |
| 4  | Croazia (bandiera)  | D     | Ivan Konjevic  |
| 5  | Romania (bandiera)  | D     | Daniel Ciucă   |
| 6  | Germania (bandiera) | C     | Siegmar Bieber |
| 7  | Germania (bandiera) | A     | Achim Weber    |
|    | Germania (bandiera) | P     | Jörg Dohn      |
|    | Germania (bandiera) | D     | Günter Abel    |
|    | Germania (bandiera) | D     | Olaf Becker    |
|    | Germania (bandiera) | D     | Oliver Jelinek |
|    | Germania (bandiera) | D     | Daniel Kuhn    |

| N. |                                 | Ruolo | Calciatore        |
| -- | ------------------------------- | ----- | ----------------- |
|    | Germania (bandiera)             | D     | Robert Nikolic    |
|    | Bosnia ed Erzegovina (bandiera) | C     | Branko Granic     |
|    | Germania (bandiera)             | C     | Carsten Marquardt |
|    | Germania (bandiera)             | C     | Thomas Pröpper    |
|    | Germania (bandiera)             | C     | Marcus Schaaf     |
|    | Germania (bandiera)             | C     | Dirk Spannuth     |
|    | Germania (bandiera)             | C     | Martin Tilner     |
|    | Germania (bandiera)             | A     | Oliver Ebersbach  |
|    | Germania (bandiera)             | A     | René Gottwald     |
|    | Germania (bandiera)             | A     | Tino Milde        |
|    | Germania (bandiera)             | A     | Ralf Sturm        |

## Organigramma societario
Area tecnica
- Allenatore: Franz-Josef Kneuper
- Allenatore in seconda:
- Preparatore dei portieri:
- Preparatori atletici:
- Analisi video:

## Calciomercato

### Sessione estiva
| Acquisti | Acquisti         | Acquisti        | Acquisti |
| R.       | Nome             | da              | Modalità |
| -------- | ---------------- | --------------- | -------- |
| A        | Achim Weber      | Wuppertal       |          |
| C        | Siegmar Bieber   | Gütersloh       |          |
| A        | Oliver Ebersbach | SC Jülich 1910  |          |
| D        | Ivan Konjevic    | Ludwigsburg     |          |
| A        | Tino Milde       | Wattenscheid 09 |          |
| C        | Thomas Pröpper   | Wuppertal       |          |
| C        | Dirk Spannuth    | Paderborn       |          |
| A        | Ralf Sturm       | Wuppertal       |          |

| Cessioni | Cessioni          | Cessioni        | Cessioni |
| R.       | Nome              | a               | Modalità |
| -------- | ----------------- | --------------- | -------- |
| C        | André Flür        | Bocholt         |          |
| C        | Corneliu Buterchi | Cloppenburg     |          |
| A        | Brent Goulet      | Wuppertal       |          |
| A        | Jörg Lieg         | Bocholt         |          |
| C        | Stefan Majek      | Wattenscheid 09 |          |
| C        | Jörg Wittwer      | Duisburg II     |          |

## Risultati

### Regionalliga ovest-sudovest

#### Girone di andata
| Oer-Erkenschwick 28 luglio 1996, ore 15:00 CEST 1ª giornata | Erkenschwick | 0 – 0 referto | RW Oberhausen | Stimbergstadion (2 500 spett.)\| Arbitro: \| Müller \| |
| Arbitro:                                                    | Müller       |               |               |                                                        |

| Arbitro: | Gettke |

|           |           |          |
| Milde 90’ | Marcatori | 86’ Lieg |

| Arbitro: | Zumkier |

|  |           |                                     |
|  | Marcatori | 36’ Pröpper 60’, 74’, 80’ Ebersbach |

| Arbitro: | Henes |

|           |           |                   |
| Milde 77’ | Marcatori | 90’ (rig.) Bilawa |

| Aquisgrana 23 agosto 1996, ore 18:00 CEST 5ª giornata | Alemannia Aquisgrana | 0 – 0 referto | RW Oberhausen | Stadio Tivoli (3 000 spett.)\| Arbitro: \| Milic \| |
| Arbitro:                                              | Milic                |               |               |                                                     |

| Arbitro: | Schütz |

|                        |           |                      |
| Pröpper 20’ Tilner 27’ | Marcatori | 71’ Gockel 86’ Klaus |

| Arbitro: | Berg |

|  |           |                             |
|  | Marcatori | 15’, 31’ Granic 35’ Pröpper |

| Arbitro: | Kortholt |

|                                |           |  |
| Ciucă 9’ Weber 56’ Nikolic 65’ | Marcatori |  |

| Arbitro: | Blüthgen |

|                |           |                  |
| Weber 69’, 82’ | Marcatori | 39’ (aut.) Milde |

| Arbitro: | Albers |

|  |           |                     |
|  | Marcatori | 48’ Milde 82’ Weber |

| Arbitro: | Scheppe |

|           |           |            |
| Weber 89’ | Marcatori | 48’ Zibert |

| Arbitro: | Schneider |

|  |           |                                           |
|  | Marcatori | 10’, 15’, 39’, 69’ Pröpper 22’, 42’ Milde |

| Arbitro: | Schräer |

|                             |           |  |
| Bieber 44’ (rig.) Milde 61’ | Marcatori |  |

| Arbitro: | Gruse |

|  |           |                                               |
|  | Marcatori | 4’, 57’ Milde 54’ Pröpper 68’ Arens 71’ Weber |

| Arbitro: | Aust |

|                           |           |  |
| Weber 2’, 88’ Pröpper 45’ | Marcatori |  |

| Arbitro: | Neis |

|          |           |                          |
| Ewen 69’ | Marcatori | 14’, 90’ Weber 74’ Sturm |

| Arbitro: | Schneider |

|  |           |                       |
|  | Marcatori | 55’ Stark 90’ Allievi |

#### Girone di ritorno
| Arbitro: | Gerber |

|                        |           |  |
| Becker 35’ Nikolic 90’ | Marcatori |  |

| Arbitro: | Willems |

|  |           |                                 |
|  | Marcatori | 48’ Weber 51’ Granic 61’ Bieber |

| Arbitro: | Schräer |

|                                           |           |  |
| Weber 30’ Pröpper 35’ Milde 57’ Ciucă 88’ | Marcatori |  |

| Arbitro: | Kinhöfer |

|                        |           |  |
| Krämer 37’ Podszus 87’ | Marcatori |  |

| Arbitro: | Kestermann |

|  |           |            |
|  | Marcatori | 18’ Thiele |

| Münster 15 marzo 1997, ore 15:00 CET 23ª giornata | Preußen Münster | 0 – 0 referto | RW Oberhausen | Preußenstadion (10 200 spett.)\| Arbitro: \| Hecker \| |
| Arbitro:                                          | Hecker          |               |               |                                                        |

| Arbitro: | Hotop |

|            |           |  |
| Granic 14’ | Marcatori |  |

| Arbitro: | Schütz |

|               |           |                   |
| Melunovic 13’ | Marcatori | 14’ (rig.) Granic |

| Arbitro: | Funken |

|           |           |  |
| Harde 45’ | Marcatori |  |

| Arbitro: | Engler |

|                      |           |  |
| Weber 14’ Bieber 26’ | Marcatori |  |

| Arbitro: | Gettke |

|                  |           |                         |
| Zibert 6’ (rig.) | Marcatori | 45’ Bieber 51’ Gottwald |

| Arbitro: | Hülsenbeck |

|                       |           |  |
| Pröpper 26’ Weber 90’ | Marcatori |  |

| Arbitro: | Buchkremer |

|                            |           |                |
| Steup 26’, 60’ N'Diaye 89’ | Marcatori | 32’, 90’ Weber |

| Arbitro: | Wack |

|                     |           |  |
| Granic 2’ Weber 88’ | Marcatori |  |

| Arbitro: | Haupt |

|                          |           |  |
| Borgmeier 82’ Deffke 85’ | Marcatori |  |

| Arbitro: | Gruse |

|                                    |           |            |
| Ciucă 50’ Ebersbach 69’ Granic 71’ | Marcatori | 34’ Buitys |

| Arbitro: | Funken |

|         |           |  |
| Süs 12’ | Marcatori |  |

### Coppa di Germania
| Arbitro: | Wack |

|             |           |                                                  |
| Pröpper 25’ | Marcatori | 57’ Trulsen 60’ Émerson 85’ Pröpper 88’ Sobotzik |

## Statistiche

### Statistiche di squadra
| Competizione      | Punti | In casa | In casa | In casa | In casa | In casa | In casa | In trasferta | In trasferta | In trasferta | In trasferta | In trasferta | In trasferta | Totale | Totale | Totale | Totale | Totale | Totale | DR  |
| Competizione      | Punti | G       | V       | N       | P       | Gf      | Gs      | G            | V            | N            | P            | Gf           | Gs           | G      | V      | N      | P      | Gf     | Gs     | DR  |
| ----------------- | ----- | ------- | ------- | ------- | ------- | ------- | ------- | ------------ | ------------ | ------------ | ------------ | ------------ | ------------ | ------ | ------ | ------ | ------ | ------ | ------ | --- |
| Regionalliga      | 65    | 17      | 11      | 4       | 2       | 31      | 10      | 17           | 8            | 4            | 5            | 31           | 12           | 34     | 19     | 8      | 7      | 62     | 22     | +40 |
| Coppa di Germania | -     | 1       | 0       | 0       | 1       | 1       | 4       | 0            | 0            | 0            | 0            | 0            | 0            | 1      | 0      | 0      | 1      | 1      | 4      | -3  |
| Totale            | 65    | 18      | 11      | 4       | 3       | 32      | 14      | 17           | 8            | 4            | 5            | 31           | 12           | 35     | 19     | 8      | 8      | 63     | 26     | +37 |

### Andamento in campionato
| Giornata  | 1  | 2  | 3 | 4 | 5 | 6  | 7 | 8 | 9 | 10 | 11 | 12 | 13 | 14 | 15 | 16 | 17 | 18 | 19 | 20 | 21 | 22 | 23 | 24 | 25 | 26 | 27 | 28 | 29 | 30 | 31 | 32 | 33 | 34 |
| --------- | -- | -- | - | - | - | -- | - | - | - | -- | -- | -- | -- | -- | -- | -- | -- | -- | -- | -- | -- | -- | -- | -- | -- | -- | -- | -- | -- | -- | -- | -- | -- | -- |
| Luogo     | T  | C  | T | C | T | C  | T | C | C | T  | C  | T  | C  | T  | C  | T  | C  | C  | T  | C  | T  | C  | T  | C  | T  | T  | C  | T  | C  | T  | C  | T  | C  | T  |
| Risultato | N  | N  | V | N | N | N  | V | V | V | V  | N  | V  | V  | V  | V  | V  | P  | V  | V  | V  | P  | P  | N  | V  | N  | P  | V  | V  | V  | P  | V  | P  | V  | P  |
| Posizione | 10 | 11 | 5 | 5 | 9 | 11 | 6 | 3 | 2 | 2  | 2  | 2  | 1  | 1  | 1  | 1  | 1  | 1  | 1  | 1  | 1  | 1  | 1  | 1  | 1  | 2  | 2  | 2  | 2  | 2  | 2  | 2  | 2  | 2  |

Legenda:

Luogo: C = Casa; T = Trasferta. Risultato: V = Vittoria; N = Pareggio; P = Sconfitta.

### Statistiche dei giocatori
| Giocatore    | Regionalliga | Regionalliga | Regionalliga | Regionalliga | Coppa di Germania | Coppa di Germania | Coppa di Germania | Coppa di Germania | Totale   | Totale | Totale      | Totale     |
| Giocatore    | Presenze     | Reti         | Ammonizioni  | Espulsioni   | Presenze          | Reti              | Ammonizioni       | Espulsioni        | Presenze | Reti   | Ammonizioni | Espulsioni |
| ------------ | ------------ | ------------ | ------------ | ------------ | ----------------- | ----------------- | ----------------- | ----------------- | -------- | ------ | ----------- | ---------- |
| G. Abel      | 6            | 0            | 0            | 0            | 1                 | 0                 | 0                 | 1                 | 7        | 0      | 0           | 1          |
| O. Adler     | 28           | 0            | 0            | 2            | 1                 | 0                 | 0                 | 0                 | 29       | 0      | 0           | 2          |
| B. Arens     | 34           | 1            | 5            | 0            | 1                 | 0                 | 0                 | 0                 | 35       | 1      | 5           | 0          |
| O. Becker    | 16           | 1            | 0            | 0            | 0                 | 0                 | 0                 | 0                 | 16       | 1      | 0           | 0          |
| S. Bieber    | 31           | 4            | 4            | 0            | 1                 | 0                 | 1                 | 0                 | 32       | 4      | 5           | 0          |
| D. Ciucă     | 32           | 3            | 6            | 1            | 1                 | 0                 | 0                 | 0                 | 33       | 3      | 6           | 1          |
| J. Dohn      | 7            | 0            | 0            | 0            | 0                 | 0                 | 0                 | 0                 | 7        | 0      | 0           | 0          |
| O. Ebersbach | 15           | 4            | 1            | 0            | 1                 | 0                 | 1                 | 0                 | 16       | 4      | 2           | 0          |
| A. Flür      | 4            | 0            | 1            | 0            | 0                 | 0                 | 0                 | 0                 | 4        | 0      | 1           | 0          |
| R. Gottwald  | 12           | 1            | 0            | 0            | 1                 | 0                 | 0                 | 0                 | 13       | 1      | 0           | 0          |
| B. Granic    | 25           | 7            | 0            | 0            | 0                 | 0                 | 0                 | 0                 | 25       | 7      | 0           | 0          |
| O. Jelinek   | 7            | 0            | 0            | 0            | 0                 | 0                 | 0                 | 0                 | 7        | 0      | 0           | 0          |
| I. Konjevic  | 32           | 0            | 1            | 0            | 1                 | 0                 | 1                 | 0                 | 33       | 0      | 2           | 0          |
| D. Kuhn      | 2            | 0            | 0            | 0            | 0                 | 0                 | 0                 | 0                 | 2        | 0      | 0           | 0          |
| C. Marquardt | 22           | 0            | 4            | 0            | 1                 | 0                 | 0                 | 0                 | 23       | 0      | 4           | 0          |
| T. Milde     | 34           | 9            | 5            | 0            | 1                 | 0                 | 0                 | 0                 | 35       | 9      | 5           | 0          |
| R. Nikolic   | 33           | 2            | 0            | 0            | 1                 | 0                 | 0                 | 0                 | 34       | 2      | 0           | 0          |
| T. Pröpper   | 31           | 11           | 4            | 0            | 1                 | 1                 | 0                 | 0                 | 32       | 12     | 4           | 0          |
| M. Schaaf    | 5            | 0            | 0            | 0            | 0                 | 0                 | 0                 | 0                 | 5        | 0      | 0           | 0          |
| D. Spannuth  | 10           | 0            | 0            | 0            | 1                 | 0                 | 0                 | 0                 | 11       | 0      | 0           | 0          |
| R. Sturm     | 10           | 1            | 0            | 0            | 0                 | 0                 | 0                 | 0                 | 10       | 1      | 0           | 0          |
| M. Tilner    | 33           | 1            | 3            | 1            | 1                 | 0                 | 0                 | 0                 | 34       | 1      | 3           | 1          |
| A. Weber     | 27           | 17           | 5            | 1            | 0                 | 0                 | 0                 | 0                 | 27       | 17     | 5           | 1          |